# Kurarua
Kurarua is een kevergeslacht uit de familie van de boktorren (Cerambycidae). De wetenschappelijke naam van het geslacht werd voor het eerst geldig gepubliceerd in 1936 door Gressitt.

## Soorten
Kurarua omvat de volgende soorten:
- Kurarua angularis Holzschuh, 1991
- Kurarua bicolorata Gressitt & Rondon, 1970
- Kurarua brevipes Holzschuh, 1984
- Kurarua chujoi Makihara, 1982
- Kurarua concinna Holzschuh, 1991
- Kurarua constrictipennis Gressitt, 1936
- Kurarua delicata Holzschuh, 1991
- Kurarua elongaticollis (Pic, 1932)
- Kurarua flavidula Holzschuh, 1999
- Kurarua imbuta Holzschuh, 1999
- Kurarua imitans Holzschuh, 2009
- Kurarua laticornis Holzschuh, 1991
- Kurarua latipennis Holzschuh, 1991
- Kurarua longula Holzschuh, 1999
- Kurarua majuscula Holzschuh, 1991
- Kurarua minor Gressitt & Rondon, 1970
- Kurarua nacerdoides Pesarini & Sabbadini, 1997
- Kurarua nigrescens Holzschuh, 1999
- Kurarua obscura Gressitt & Rondon, 1970
- Kurarua pallida Niisato, 1990
- Kurarua pedongensis (Heyrovský, 1961)
- Kurarua plauta Gressitt & Rondon, 1970
- Kurarua rhopalophoroides Hayashi, 1951
- Kurarua rubida Gressitt & Rondon, 1970
- Kurarua ruficeps Holzschuh, 1991
- Kurarua shibatai Hayashi, 1979
- Kurarua singhi (Fisher, 1940)
- Kurarua unica Holzschuh, 2009
- Kurarua vafella Holzschuh, 2006